# Nekrolog August 2006
Nekrolog
◄◄
| ◄
| 2002
| 2003
| 2004
| 2005
| 2006 | 2007 | 2008 | 2009 | 2010 | ► | ►►
Januar |
Februar |
März |
April |
Mai |
Juni |
Juli |
August |
September |
Oktober |
November |
Dezember 2006
Weitere Ereignisse | Allgemeiner Nekrolog 2006
Die Beschreibung der verstorbenen Person sollte so kurz wie möglich gehalten sein und nur deren signifikante Tätigkeit(en) enthalten.
Neue Namen ggf. auch unter dem Geburts- und Sterbedatum, also etwa unter 1. Januar und im Geburts- und Sterbejahr (2024) eintragen (nur bei entsprechender großer Wichtigkeit). Für Beispiele siehe die schon vorhandenen Artikel.
Außerdem über die fünf zuletzt Verstorbenen, zu denen es einen ausreichend guten Artikel für eine Präsentation auf der Hauptseite gibt, nach der todesbedingten Überarbeitung der Artikel ggf. auch unter Wikipedia Diskussion:Hauptseite informieren und sie am besten auch in den anderen Wikipedia-Sprachversionen eintragen. Tipp: Regelmäßig bei news.google.de nach „ist tot“, „gestorben“ oder „verstorben“ suchen.
Wenn eine Person gestorben ist, gibt es viele Seiten zu dieser Person in der Wikipedia, die davon auch betroffen sind und entsprechend aktualisiert werden müssen. Beispiele: Namenübersichtsseite, Geburtsjahr, Geburtsort-Seiten und viele mehr.
Wie finde ich die betroffenen Seiten?
Im Suchfeld auf der linken Seite gibt man den Suchbegriff so ein: „Vorname Nachname“. Dann klickt man auf Volltext und alle Seiten mit entsprechendem Suchtext werden aufgerufen. Hier sieht man dann schnell, wo auch das Todesjahr Sinn macht oder sogar ein Teil des Artikels angepasst werden muss. Auch hilft das „Werkzeug“ auf der linken Seite sehr gut, um solche Seiten aufzufinden: „Links auf diese Seite“. Somit ist die Wikipedia wieder aktuell in allen Bereichen! Hinweis: bei Eintragung der Kategorie „Gestorben JAHR“ wird der Missbrauchsfilter 49 ausgelöst, was jedoch nicht schlimm ist. Siehe: Spezial:Missbrauchsfilter/49
Dies ist eine Liste von im August 2006 verstorbenen bekannten Persönlichkeiten. Die Einträge erfolgen innerhalb der einzelnen Daten alphabetisch sortiert. Tiere sind im Nekrolog für Tiere zu finden.

## August
| Tag        | Name                                  | Beruf, bekannt als                                                                                 | Alter | Beleg |
| ---------- | ------------------------------------- | -------------------------------------------------------------------------------------------------- | ----- | ----- |
| 1. August  | Vincent Dole                          | US-amerikanischer Mediziner                                                                        | 93    |       |
| 1. August  | Sara Flanigan                         | US-amerikanische Drehbuchautorin                                                                   | 75    |       |
| 1. August  | Werner Hamerski                       | deutscher Fernsehjournalist                                                                        | 72    |       |
| 1. August  | Rufus Harley                          | US-amerikanischer Jazzmusiker                                                                      | 70    |       |
| 1. August  | Harry Hornisch                        | österreichischer Schauspieler                                                                      | 76    |       |
| 1. August  | Gabriel Kaspereit                     | französischer Politiker, Mitglied der Nationalversammlung und des Europaparlaments, Staatssekretär | 87    |       |
| 1. August  | Masao Nishimura                       | japanischer Bank-Manager                                                                           | 72    |       |
| 1. August  | Jason Rhoades                         | US-amerikanischer Künstler                                                                         | 41    |       |
| 1. August  | Victoria Spark                        | US-amerikanische Schauspielerin                                                                    | 55    |       |
| 1. August  | Ferenc Szusza                         | ungarischer Fußballspieler                                                                         | 82    |       |
| 1. August  | Bob Thaves                            | US-amerikanischer Comiczeichner                                                                    | 81    |       |
| 1. August  | Iris Marion Young                     | US-amerikanische Politologin und Hochschullehrerin                                                 | 57    |       |
| 2. August  | William J. Ballard                    | US-amerikanischer Musikpädagoge, Chorleiter und Musikwissenschaftler                               |       |       |
| 2. August  | Holger Börner                         | deutscher Politiker (SPD), MdL, MdB, Ministerpräsident von Hessen                                  | 75    |       |
| 2. August  | Friedrich Conzen                      | deutscher Unternehmer                                                                              | 93    |       |
| 2. August  | Fitz Eugene Dixon                     | US-amerikanischer Philanthrop                                                                      | 82    |       |
| 2. August  | Kim McLagan                           | britisches Fotomodell                                                                              | 57    |       |
| 2. August  | Gabriel Montalvo Higuera              | kolumbianischer Geistlicher, Titularerzbischof von Celene und Diplomat des Heiligen Stuhls         | 76    |       |
| 2. August  | Luisel Ramos                          | uruguayisches Fotomodell                                                                           |       |       |
| 2. August  | Kenneth Richmond                      | britischer Ringer                                                                                  | 80    |       |
| 2. August  | Jonathan Short                        | US-amerikanischer Szenenbildner                                                                    | 56    |       |
| 2. August  | Johannes Willebrands                  | niederländischer Geistlicher, Erzbischof von Utrecht und Kardinal                                  | 96    |       |
| 3. August  | Warren Barker                         | US-amerikanischer Komponist                                                                        | 83    |       |
| 3. August  | Helmut Bein                           | deutscher Rallyefahrer, Opel-Sportchef und Formel-3-Funktionär                                     | 74    |       |
| 3. August  | Torsten Björck                        | schwedischer Diplomat                                                                              | 90    |       |
| 3. August  | John Haase                            | deutscher Drehbuchautor                                                                            | 82    |       |
| 3. August  | Vera Kistler                          | US-amerikanische Komponistin, Musikpädagogin und Schriftstellerin                                  | 77    |       |
| 3. August  | Arthur Lee                            | US-amerikanischer Rockmusiker                                                                      | 61    |       |
| 3. August  | Elisabeth Schwarzkopf                 | deutsche Opern- und Liedsängerin, Sopranistin                                                      | 90    |       |
| 4. August  | John Alderson                         | britischer Schauspieler                                                                            | 90    |       |
| 4. August  | Elden Auker                           | US-amerikanischer Baseball-Spieler                                                                 | 95    |       |
| 4. August  | Richard Barrett                       | US-amerikanischer Musikproduzent                                                                   |       |       |
| 4. August  | Ruth Godbersen                        | deutsche Bildhauerin                                                                               | 85    |       |
| 4. August  | Julio Galán                           | mexikanischer Maler                                                                                | 46    |       |
| 4. August  | Carlos García                         | argentinischer Tangopianist, Komponist und Orchesterleiter                                         | 92    |       |
| 4. August  | Heinrich Jürgens                      | deutscher Politiker (FDP), MdL, MdEP                                                               | 82    |       |
| 4. August  | John Locke                            | bermudischer Musiker                                                                               | 54    |       |
| 4. August  | Mike Monty                            | US-amerikanischer Regisseur                                                                        | 69    |       |
| 4. August  | Christian Otto                        | deutscher Politiker (PDS), Landtagsabgeordneter in Brandenburg                                     |       |       |
| 4. August  | Sylvester Rosegger                    | deutscher Agrarwissenschaftler und Agrarökonom                                                     | 93    |       |
| 4. August  | Nandini Satpathy                      | indische Politikerin und Autorin                                                                   | 75    |       |
| 4. August  | Toni Schneiders                       | deutscher Fotograf                                                                                 | 86    |       |
| 4. August  | Narziss Sokatscheff                   | bulgarisch-deutscher Schauspieler                                                                  | 85    |       |
| 5. August  | Ángel de Andrés                       | spanischer Schauspieler                                                                            | 88    |       |
| 5. August  | Gintaras Beresnevičius                | litauischer Religionswissenschaftler, Schriftsteller und Publizist                                 | 45    |       |
| 5. August  | Susan Butcher                         | US-amerikanische Hundeschlitten-Fahrerin                                                           | 51    |       |
| 5. August  | Chan Yee-Hing                         | chinesische Schauspielerin                                                                         | 54    |       |
| 5. August  | Adrienne Clostre                      | französische Komponistin                                                                           | 84    |       |
| 5. August  | Romolo Garroni                        | italienischer Kameramann                                                                           | 90    |       |
| 5. August  | Aaron Jakowlewitsch Gurewitsch        | russischer Kulturwissenschaftler und Mediävist                                                     | 82    |       |
| 5. August  | Donald Lortie                         | US-amerikanischer Wrestler                                                                         | 75    |       |
| 5. August  | Terry McRae                           | australischer Politiker, Sprecher des South Australian House of Assembly                           | 65    |       |
| 5. August  | Jack Rousso                           | US-amerikanischer Schauspieler                                                                     | 79    |       |
| 5. August  | Hugo Schiltz                          | belgischer Politiker                                                                               | 78    |       |
| 5. August  | Daniel Schmid                         | Schweizer Filmregisseur                                                                            | 64    |       |
| 5. August  | Ed Thrasher                           | US-amerikanischer Künstler                                                                         | 74    |       |
| 5. August  | Friedrich Vogel                       | deutscher Humangenetiker                                                                           | 81    |       |
| 5. August  | Sam White                             | US-amerikanischer Filmregisseur                                                                    | 99    |       |
| 6. August  | Ernst Hiesmayr                        | österreichischer Architekt                                                                         | 86    |       |
| 6. August  | Godehard Lietzow                      | deutscher Künstler und Galerist                                                                    | 68    |       |
| 6. August  | Hanna Lussnigg                        | österreichische Sängerin und Schauspielerin                                                        | 92    |       |
| 6. August  | Vladimiro Macchi                      | italienischer Italianist, Universitätslehrer, Autor und Herausgeber                                | 96    |       |
| 6. August  | Fabrizio Moroni                       | italienischer Schauspieler                                                                         | 63    |       |
| 6. August  | Jim Pomeroy                           | US-amerikanischer Motocrossrennfahrer                                                              | 53    |       |
| 6. August  | Fritz Rahmann                         | deutscher Künstler                                                                                 | 70    |       |
| 6. August  | Miltscho Russew                       | bulgarischer Radrennfahrer                                                                         |       |       |
| 6. August  | Moacir Santos                         | brasilianischer Komponist und Arrangeur                                                            |       |       |
| 6. August  | Dieter Seidenkranz                    | deutscher Kraftsportler und Schauspieler                                                           | 40    |       |
| 6. August  | Hirotaka Suzuoki                      | japanischer Synchronsprecher                                                                       | 56    |       |
| 7. August  | Sue Bierman                           | US-amerikanische Lokalpolitikerin                                                                  | 82    |       |
| 7. August  | Russ Griffith                         | US-amerikanischer Manager                                                                          | 59    |       |
| 7. August  | Christoph von Hohenlohe               | österreichisches Mitglied des Hochadels                                                            | 49    |       |
| 7. August  | Lois January                          | US-amerikanische Schauspielerin                                                                    | 92    |       |
| 7. August  | Bob Miller                            | US-amerikanischer American-Football-Spieler                                                        | 76    |       |
| 7. August  | Fritz Steppat                         | deutscher Islamwissenschaftler                                                                     | 83    |       |
| 7. August  | Claude Verdan                         | Schweizer Chirurg                                                                                  | 96    |       |
| 7. August  | John Weinberg                         | US-amerikanischer Manager                                                                          | 81    |       |
| 8. August  | Gustavo Arcos                         | kubanischer Dissident                                                                              | 79    |       |
| 8. August  | Greg Athans                           | kanadischer Freestyle-Skier und Wasserskiläufer                                                    | 51    |       |
| 8. August  | Duane Black                           | US-amerikanischer Schauspieler                                                                     | 50    |       |
| 8. August  | Bernard Evein                         | französischer Filmarchitekt und Bühnenbildner                                                      | 77    |       |
| 8. August  | Duke Jordan                           | US-amerikanischer Jazz-Pianist                                                                     | 84    |       |
| 8. August  | Robert Mauzi                          | französischer Romanist und Literaturwissenschaftler                                                |       |       |
| 8. August  | Willi Heinrich Ochs                   | deutscher Ehrenbürgermeister                                                                       | 97    |       |
| 8. August  | Nadija Switlytschna                   | ukrainische Schriftstellerin und sowjetische Dissidentin                                           | 69    |       |
| 9. August  | Sam X. Abarbanel                      | US-amerikanischer Filmproduzent                                                                    | 92    |       |
| 9. August  | Günter Busch                          | deutscher Fußballtorhüter                                                                          | 76    |       |
| 9. August  | Milo Cools                            | belgischer Radrennfahrer                                                                           | 57    |       |
| 9. August  | Miguel Angá Díaz                      | kubanischer Perkussionist und Congaspieler                                                         | 45    |       |
| 9. August  | Jerzy Doerffer                        | polnischer Ingenieur und Hochschullehrer                                                           | 88    |       |
| 9. August  | Carl-Axel Gemzell                     | schwedisch-dänischer Historiker und Hochschullehrer                                                | 74    |       |
| 9. August  | Martha Griebler                       | österreichische Malerin                                                                            |       |       |
| 9. August  | Jenny Gröllmann                       | deutsche Schauspielerin und Hörspielsprecherin                                                     | 59    |       |
| 9. August  | Melissa Hayden                        | kanadische Balletttänzerin                                                                         | 83    |       |
| 9. August  | Arne Heli                             | norwegischer Schriftsteller                                                                        | 81    |       |
| 9. August  | Waldemar Krause                       | deutscher Schriftsteller                                                                           | 80    |       |
| 9. August  | Johannes Nitsche                      | US-amerikanischer Mathematiker                                                                     |       |       |
| 9. August  | Said Abdullo Nuri                     | tadschikischer Muslimführer                                                                        | 59    |       |
| 9. August  | James Van Allen                       | US-amerikanischer Astrophysiker und Raumfahrtpionier                                               | 91    |       |
| 10. August | Barbara George                        | US-amerikanische Sängerin                                                                          | 63    |       |
| 10. August | Ronn Iverson                          | US-amerikanischer Schauspieler                                                                     | 65    |       |
| 10. August | Irving São Paulo                      | brasilianischer Schauspieler                                                                       | 41    |       |
| 10. August | Gerhard Schulze                       | deutscher Politiker (CDU), MdA, MdB                                                                | 86    |       |
| 10. August | Larry Spruch                          | US-amerikanischer Physiker                                                                         | 83    |       |
| 10. August | Yasuo Takei                           | japanischer Bankier                                                                                | 76    |       |
| 11. August | Charles Barr                          | US-amerikanischer Bassist                                                                          | 31    |       |
| 11. August | Bruce Carter                          | US-amerikanischer Schlagzeuger                                                                     | 49    |       |
| 11. August | Alvin Cooperman                       | US-amerikanischer Produzent                                                                        | 83    |       |
| 11. August | Raymond Courrière                     | französischer Politiker (PS), Senator und Staatssekretär                                           | 73    |       |
| 11. August | Mike Douglas                          | US-amerikanischer Schauspieler                                                                     | 85    |       |
| 11. August | Mazisi Kunene                         | südafrikanischer Schriftsteller                                                                    | 76    |       |
| 11. August | François Abou Mokh                    | syrischer Erzbischof im Libanon                                                                    | 85    |       |
| 11. August | Juliane Ribke                         | deutsche Musikpädagogin und Professorin                                                            | 55    |       |
| 11. August | Alphonse-Marie Runiga Musanganya      | Bischof von Mahagi-Nioka                                                                           | 81    |       |
| 12. August | Victoria Gray Adams                   | US-amerikanische Bürgerrechtlerin                                                                  | 79    |       |
| 12. August | Antônio Batista Fragoso               | brasilianischer Geistlicher, Bischof von Crateús                                                   | 85    |       |
| 12. August | Ilse Hannes-Schmidt                   | deutsche Künstlerin                                                                                | 90    |       |
| 12. August | Dieter Havemann                       | deutscher Chirurg und Hochschullehrer                                                              | 71    |       |
| 12. August | Tony Hicks                            | britischer Fusion-Schlagzeuger                                                                     | 58    |       |
| 12. August | Kethiswaran Loganathan                | indisch-singhalesenischer Friedensaktivist                                                         | 53    |       |
| 12. August | Nick Papac                            | US-amerikanischer Property Master                                                                  | 25    |       |
| 12. August | Georgi Rajkow                         | bulgarischer Ringer                                                                                | 52    |       |
| 12. August | Jan Steler                            | polnisch-französischer Bobsportler, Architekt und Rennrodelfunktionär                              | 77    |       |
| 12. August | Åke Stenqvist                         | schwedischer Leichtathlet                                                                          | 92    |       |
| 12. August | Nicholas Webster                      | US-amerikanischer Filmregisseur                                                                    | 94    |       |
| 12. August | Clark Loudon Wilson                   | US-amerikanischer Psychologe                                                                       | 92    |       |
| 13. August | Walter Henn                           | deutscher Architekt, Bauingenieur und Hochschullehrer                                              | 93    |       |
| 13. August | Günter Holland                        | deutscher Journalist und Verleger                                                                  | 82    |       |
| 13. August | Al Hostak                             | US-amerikanischer Boxkämpfer                                                                       | 90    |       |
| 13. August | Tony Jay                              | britischer Schauspieler und Synchronsprecher                                                       | 76    |       |
| 13. August | Annely Juda                           | deutsche Galeristin                                                                                | 91    |       |
| 13. August | Anatoli Nikolajewitsch Lagetko        | sowjetischer Boxer                                                                                 | 69    |       |
| 13. August | Raska Lukwiya                         | ugandischer Kommandant (LRA)                                                                       |       |       |
| 13. August | Alfred Neugebauer                     | deutscher Denkmalpfleger und Feuerwehrmann                                                         | 92    |       |
| 13. August | Phayao Phoontharat                    | thailändischer Boxer, Politiker                                                                    | 48    |       |
| 13. August | Karl von Stroheim                     | US-amerikanischer Wrestler                                                                         | 78    |       |
| 13. August | Gustav Volkenborn                     | deutscher Erfinder der Restauranthitlisten                                                         | 65    |       |
| 13. August | Otto Wiklund                          | schwedischer Schlagzeuger (In Battle)                                                              | 29    |       |
| 13. August | Dan Young                             | US-amerikanischer Kameramann                                                                       | 47    |       |
| 14. August | Zelda Barron                          | britische Filmregisseurin                                                                          | 77    |       |
| 14. August | Johnny Duncan                         | US-amerikanischer Country-Sänger                                                                   | 67    |       |
| 14. August | Richard J. Farmer                     | US-amerikanischer Kameramann                                                                       | 43    |       |
| 14. August | [[John Godley, 03. Baron Kilbracken]] | irischer Journalist                                                                                | 85    |       |
| 14. August | Adriaan de Groot                      | niederländischer Psychologe und Schachspieler                                                      | 91    |       |
| 14. August | John Jahr junior                      | deutscher Verleger                                                                                 | 72    |       |
| 14. August | Milton Kaye                           | US-amerikanischer Pianist                                                                          | 97    |       |
| 14. August | Bruno Kirby                           | US-amerikanischer Schauspieler                                                                     | 57    |       |
| 14. August | Horst Lecke                           | deutscher Kommunalpolitiker                                                                        | 79    |       |
| 14. August | Lawrence Sacharow                     | US-amerikanischer Theaterregisseur                                                                 | 68    |       |
| 15. August | Tetsuhiko Asai                        | japanischer Karate-Lehrer                                                                          | 71    |       |
| 15. August | Ingolf Bauer                          | deutscher Volkskundler, Museumsdirektor und Keramikexperte                                         | 64    |       |
| 15. August | Hermann Behrens                       | deutscher Prähistoriker                                                                            | 90    |       |
| 15. August | Rick Bourke                           | australischer Rugby-League-Spieler                                                                 | 52    |       |
| 15. August | Heinrich Giegold                      | deutscher Journalist und Verleger                                                                  | 81    |       |
| 15. August | Herbert Haas                          | österreichischer Politiker                                                                         | 78    |       |
| 15. August | Klaus Konrad                          | deutscher Politiker (SPD), MdL, MdB                                                                | 91    |       |
| 15. August | Wim Schut                             | niederländischer Politiker (ARP und CDA)                                                           | 85    |       |
| 15. August | Peter Schwerdtner                     | deutscher Rechtswissenschaftler                                                                    |       |       |
| 15. August | Te Atairangikaahu                     | māorische Königin                                                                                  | 75    |       |
| 15. August | Faas Wilkes                           | niederländischer Fußballspieler                                                                    | 82    |       |
| 16. August | Alex Buzo                             | australischer Dramatiker und Autor                                                                 | 62    |       |
| 16. August | Hanns Gorschenek                      | deutscher Rundfunkjournalist                                                                       |       |       |
| 16. August | Adolf Harnischmacher                  | SS-Obersturmführer                                                                                 | 96    |       |
| 16. August | Rudolf A. Hartmann                    | deutscher Opernsänger                                                                              | 69    |       |
| 16. August | Johann Müller                         | österreichischer Politiker (ÖVP), Landtagsabgeordneter im Burgenland                               | 82    |       |
| 16. August | Jon Nödtveidt                         | schwedischer Satanist und Musiker; Gründer der Black-/Death-Metal-Band Dissection                  | 31    |       |
| 16. August | Mike Rose                             | deutscher Maler                                                                                    | 73    |       |
| 16. August | Julien Schepens                       | belgischer Radrennfahrer                                                                           | 70    |       |
| 16. August | Alfredo Stroessner                    | paraguayischer Militär und Politiker                                                               | 93    |       |
| 16. August | Krijn Torringa                        | niederländischer Fernseh- und Hörfunkmoderator                                                     | 66    |       |
| 16. August | Alan Vint                             | US-amerikanischer Schauspieler                                                                     | 61    |       |
| 16. August | William Wasson                        | US-amerikanischer Gründer einer Hilfsorganisation                                                  | 82    |       |
| 17. August | Maria Bindschedler                    | Schweizer Mediävistin                                                                              | 85    |       |
| 17. August | Eduard J. Bouwman                     | niederländischer Fotograf, der sich hauptsächlich Eisen- und Straßenbahnen widmete                 |       |       |
| 17. August | André Dequae                          | belgischer Politiker                                                                               | 90    |       |
| 17. August | Yen Ngoc Do                           | vietnamesischer Verleger                                                                           | 65    |       |
| 17. August | Peter Ganz                            | deutscher Germanist                                                                                | 85    |       |
| 17. August | Ken Goodall                           | irischer Rugbyspieler                                                                              | 59    |       |
| 17. August | Jochen Hoffbauer                      | deutscher Autor                                                                                    | 83    |       |
| 17. August | John Hutton                           | US-amerikanischer Designer                                                                         | 59    |       |
| 17. August | Vernon Ingram                         | deutsch-amerikanischer Biologe vom Massachusetts Institute of Technology                           | 82    |       |
| 17. August | Arturo Maffei                         | italienischer Leichtathlet                                                                         | 96    |       |
| 17. August | Shamsur Rahman                        | bangladeschischer Dichter, Journalist und Bürgerrechtler                                           | 76    |       |
| 17. August | Bernard Rapp                          | französischer Filmregisseur                                                                        | 61    |       |
| 17. August | Paul Zimmerling                       | deutscher Keramiker                                                                                | 79    |       |
| 18. August | Warren Chivers                        | US-amerikanischer Skilangläufer und Nordischer Kombinierer                                         | 91    |       |
| 18. August | Kathryn Frost                         | US-amerikanische Generalmajorin                                                                    | 57    |       |
| 18. August | Fernand Gignac                        | französisch-kanadischer Schauspieler                                                               | 72    |       |
| 18. August | Lothar Knaak                          | Schweizer Psychotherapeut                                                                          | 81    |       |
| 18. August | Siegfried Pörnbacher                  | italienischer Maler                                                                                | 92    |       |
| 18. August | Nikolai Schin                         | usbekischer Maler                                                                                  | ≈78   |       |
| 18. August | Willi-Peter Sick                      | deutscher Unternehmer und Politiker (DP, CDU), MdB                                                 | 86    |       |
| 18. August | Neville V. Smith                      | britischer Physiker                                                                                | 64    |       |
| 18. August | Zdeněk Tylšar                         | tschechischer Hornist                                                                              | 61    |       |
| 18. August | Palmyro Paulo Veronesi d’Andréa       | brasilianischer Ingenieur und Politiker                                                            |       |       |
| 19. August | Joyce Blair                           | britische Schauspielerin                                                                           | 73    |       |
| 19. August | Horst Brandstätter                    | deutscher Autor                                                                                    | ≈56   |       |
| 19. August | Marko Culej                           | kroatischer Geistlicher, römisch-katholischer Bischof von Varaždin                                 | 68    |       |
| 19. August | Saraswathi Gora                       | indische Aktivistin                                                                                | 93    |       |
| 19. August | Joseph Hill                           | jamaikanischer Sänger, Gitarrist und Songschreiber                                                 | 57    |       |
| 19. August | Dietfried Krömer                      | deutscher Altphilologe                                                                             | 68    |       |
| 19. August | Óscar Omar Míguez                     | uruguayischer Fußballspieler                                                                       | 78    |       |
| 19. August | Mervyn Wood                           | australischer Ruderer                                                                              | 89    |       |
| 20. August | Paul Avraham Alsberg                  | deutsch-israelischer Archivar                                                                      | 87    |       |
| 20. August | Bernard Barber                        | US-amerikanischer Soziologe                                                                        | 88    |       |
| 20. August | Claude Blanchard                      | französisch-kanadischer Schauspieler und Sänger                                                    | 74    |       |
| 20. August | Renate Brausewetter                   | deutsche Schauspielerin der Stummfilmzeit                                                          | 100   |       |
| 20. August | Dmitri Z. Garbuzov                    | russisch-US-amerikanischer Physiker                                                                | 65    |       |
| 20. August | Eugen Dietrich Graue                  | deutscher Rechtswissenschaftler                                                                    | 83    |       |
| 20. August | Masumi Hayashi                        | japanische Fotografin                                                                              | 60    |       |
| 20. August | Karl-Egon Lönne                       | deutscher Historiker                                                                               | 73    |       |
| 20. August | Kirk MacGeachy                        | schottischer Musiker                                                                               | 56    |       |
| 20. August | Giuseppe Moccia                       | italienischer Filmregisseur und Drehbuchautor                                                      | 73    |       |
| 20. August | Raouf Salama Moussa                   | ägyptischer Bakteriologe und Verleger                                                              | 77    |       |
| 20. August | William Parry                         | britischer Mathematiker                                                                            | 72    |       |
| 20. August | Joe Rosenthal                         | US-amerikanischer Fotograf                                                                         | 94    |       |
| 20. August | Ellis Yochelson                       | US-amerikanischer Paläontologe                                                                     | 77    |       |
| 21. August | Ludwig Eichhorn                       | deutscher Politiker (SPD), MdL                                                                     | 82    |       |
| 21. August | Klaus Höhne                           | deutscher Schauspieler und Synchronsprecher                                                        | 79    |       |
| 21. August | Bismillah Khan                        | indischer Musiker                                                                                  | 90    |       |
| 21. August | Jon Lilletun                          | norwegischer Politiker                                                                             | 60    |       |
| 21. August | Martin Löb                            | deutscher Logiker                                                                                  | 85    |       |
| 21. August | Study Lomax                           | US-amerikanischer Schauspieler                                                                     | 91    |       |
| 21. August | Geff Noblet                           | australischer Cricketspieler                                                                       | 89    |       |
| 21. August | William C. Norris                     | US-amerikanischer Computerpionier                                                                  | 95    |       |
| 21. August | Patrick Joseph Ryan                   | US-amerikanischer Maler                                                                            | 72    |       |
| 21. August | Cayetano Enríquez de Salamanca        | spanischer Sachbuchautor und Verleger                                                              |       |       |
| 21. August | Elisabeth Steup                       | deutsche Juristin                                                                                  |       |       |
| 21. August | Paul Fentener van Vlissingen          | niederländischer Unternehmer                                                                       | 65    |       |
| 21. August | S. Yizhar                             | israelischer Schriftsteller                                                                        | 89    |       |
| 22. August | Rafael Artzy                          | israelischer Mathematiker                                                                          | 94    |       |
| 22. August | Sandra Blow                           | britische Malerin und Hochschullehrerin                                                            | 80    |       |
| 22. August | Carol Kaye                            | britische Schauspielerin                                                                           | 71    |       |
| 22. August | Frank Lennon                          | kanadischer Fotograf                                                                               | 79    |       |
| 22. August | Laurențiu Profeta                     | rumänischer Komponist                                                                              | 81    |       |
| 22. August | Hans Wettling                         | deutscher Jurist und Hochschullehrer                                                               |       |       |
| 23. August | Ulrike Andresen                       | deutsche Malerin und Grafikerin                                                                    | 57    |       |
| 23. August | Lucio De Santis                       | italienischer Schauspieler                                                                         | 83    |       |
| 23. August | Bent Exner                            | dänischer Goldschmied                                                                              | 73    |       |
| 23. August | Maynard Ferguson                      | kanadischer Jazz-Trompeter und Flügelhornist                                                       | 78    |       |
| 23. August | Colin Forbes                          | englischer Schriftsteller                                                                          |       |       |
| 23. August | Michał Gutowski                       | polnischer Offizier und Brigadegeneral                                                             | 95    |       |
| 23. August | Hope Pomerance                        | US-amerikanische Schauspielerin                                                                    | 77    |       |
| 23. August | Wolfgang Přiklopil                    | österreichischer Nachrichtentechniker, Entführer von Natascha Kampusch                             | 44    |       |
| 23. August | Wasim Raja                            | pakistanischer Cricketspieler                                                                      | 54    |       |
| 23. August | Justin Tetmu Samba                    | tansanischer Geistlicher, römisch-katholischer Bischof von Musoma                                  | 56    |       |
| 23. August | Walter Steffens                       | deutscher Turner, Olympiasieger (1936)                                                             | 97    |       |
| 23. August | John Todd Taylor                      | US-amerikanischer Computeranimator                                                                 | 36    |       |
| 23. August | Marie Tharp                           | US-amerikanische Wissenschaftlerin                                                                 | 86    |       |
| 23. August | Ed Warren                             | US-amerikanischer Dämonologe                                                                       | 79    |       |
| 23. August | Jacques Wildberger                    | Schweizer Komponist                                                                                | 84    |       |
| 24. August | Ervin Acél                            | ungarisch-rumänischer Dirigent                                                                     | 71    |       |
| 24. August | Christian Ewert                       | deutscher Kunsthistoriker und Bauforscher                                                          |       |       |
| 24. August | Herbert Hupka                         | deutscher Journalist und Politiker (CDU), MdB                                                      | 91    |       |
| 24. August | Heinz Klever                          | deutscher Kommunalpolitiker (CDU)                                                                  | 78    |       |
| 24. August | Ulli Lothmanns                        | deutscher Theater- und Fernsehschauspieler und Hörspielsprecher                                    | 53    |       |
| 24. August | Cesare Magarotto                      | italienischer Journalist und Philanthrop                                                           | 89    |       |
| 24. August | Rolf Meyer                            | deutscher Politiker (SPD), MdL                                                                     | 82    |       |
| 24. August | Cristian Nemescu                      | rumänischer Filmregisseur                                                                          | 27    |       |
| 24. August | Wiktor Pawlowitsch Pawlow             | russischer Schauspieler                                                                            | 65    |       |
| 24. August | Rocco A. Petrone                      | US-amerikanischer Ingenieur (NASA)                                                                 | 80    |       |
| 24. August | Ann Richards                          | australische Schauspielerin                                                                        | 88    |       |
| 24. August | Léopold Simoneau                      | kanadischer Opern- und Konzertsänger (lyrischer Tenor)                                             | 90    |       |
| 24. August | James Tenney                          | US-amerikanischer Komponist und Musiktheoretiker                                                   | 72    |       |
| 24. August | Fernanda de Utrera                    | spanische Flamenco-Sängerin                                                                        | 83    |       |
| 24. August | Rosel Walther                         | deutsche Politikerin (NDPD), MdV                                                                   | 78    |       |
| 24. August | John Weinzweig                        | kanadischer Komponist                                                                              | 93    |       |
| 25. August | Gerhart Baumann                       | deutscher Germanist                                                                                | 85    |       |
| 25. August | John Blankenstein                     | niederländischer Fußballschiedsrichter                                                             | 57    |       |
| 25. August | Roy Geddes                            | britischer Chemiker und Biochemiker                                                                |       |       |
| 25. August | Noor Hassanali                        | Präsident der Republik Trinidad und Tobago                                                         | 88    |       |
| 25. August | Vijay Mehra                           | indischer Cricketspieler                                                                           | 68    |       |
| 25. August | Bob Minsky                            | US-amerikanischer Rockmusiker                                                                      | 62    |       |
| 25. August | Atilano Pérez                         | kolumbianischer Journalist                                                                         | 52    |       |
| 25. August | Joseph Stefano                        | US-amerikanischer Drehbuchautor                                                                    | 84    |       |
| 25. August | Toroku Takagi                         | japanischer Komponist                                                                              | 102   |       |
| 25. August | Heikki Toivanen                       | finnischer Opernsänger (Bass)                                                                      | 58    |       |
| 25. August | Ross Warneke                          | australischer Fernsehmoderator                                                                     | 54    |       |
| 26. August | Rainer Barzel                         | deutscher Politiker (CDU)                                                                          | 82    |       |
| 26. August | Akbar Bugti                           | pakistanischer Politiker und Rebellenführer                                                        | 79    |       |
| 26. August | Jorge Farinacci                       | puerto-ricanischer Politiker                                                                       |       |       |
| 26. August | Josef Fischnaller                     | österreichischer Maler und Bildhauer                                                               | 78    |       |
| 26. August | Hermann Josef Gräf                    | deutscher katholischer Theologe                                                                    | 81    |       |
| 26. August | Eoin Hamilton                         | schottischer Komponist                                                                             | 65    |       |
| 26. August | Jewhen Kutscherewskyj                 | ukrainischer Fußballtrainer                                                                        | 65    |       |
| 26. August | Eberhard Ladwig                       | deutscher Botaniker                                                                                | 83    |       |
| 26. August | David Le Vita                         | US-amerikanischer Musikwissenschaftler, Pianist und Musikpädagoge                                  | 100   |       |
| 26. August | Ulrich de Maizière                    | deutscher Militär, Generalinspekteur der Bundeswehr und Präsident der Clausewitz-Gesellschaft      | 94    |       |
| 26. August | Marie-Dominique Philippe              | französischer Dominikaner, und Gründer der Gemeinschaft vom heiligen Johannes                      | 93    |       |
| 26. August | Heinz Werner Schneider                | deutscher Filmschaffender, Gastronom, Maler                                                        | 59    |       |
| 26. August | Vladimir Tretchikoff                  | russischer Maler                                                                                   | 92    |       |
| 26. August | Clyde Walcott                         | barbadischer Cricketspieler                                                                        | 80    |       |
| 27. August | Tee Corinne                           | US-amerikanische Autorin, Künstlerin und Fotografin                                                | 62    |       |
| 27. August | Jon Dough                             | US-amerikanischer Pornodarsteller                                                                  | 43    |       |
| 27. August | Paul Gutty                            | französischer Radrennfahrer                                                                        | 63    |       |
| 27. August | Juan Ignacio Larrea Holguín           | ecuadorianischer Jurist und, Erzbischof von Guayaquil                                              | 79    |       |
| 27. August | Hrishikesh Mukherjee                  | indischer Filmregisseur, Filmeditor, Drehbuchautor und Produzent                                   | 83    |       |
| 27. August | Alfred Maria Oburu Asue               | römisch-katholischer Bischof von Ebebiyin                                                          | 59    |       |
| 27. August | Jesse Pintado                         | US-amerikanischer E-Gitarrist                                                                      | 37    |       |
| 28. August | Ed Benedict                           | US-amerikanischer Trickfilmer                                                                      | 94    |       |
| 28. August | Ludwig Bertsch                        | katholischer Theologe, Direktor Missio                                                             | 77    |       |
| 28. August | Don Chipp                             | australischer Politiker                                                                            | 81    |       |
| 28. August | Roger Deegan                          | kanadischer Musiker                                                                                | 78    |       |
| 28. August | Edgar Heilbronner                     | deutsch-schweizerischer Chemiker                                                                   | 85    |       |
| 28. August | Robert McDermott                      | US-amerikanischer Unternehmer                                                                      | 86    |       |
| 28. August | Pip Pyle                              | britischer Schlagzeuger                                                                            | 56    |       |
| 28. August | William F. Quinn                      | US-amerikanischer Politiker                                                                        | 87    |       |
| 28. August | Benoît Sauvageau                      | kanadischer Politiker des Bloc Québécois                                                           | 42    |       |
| 28. August | Konrad Schubach                       | deutscher Politiker (CDU)                                                                          | 92    |       |
| 28. August | Melvin Schwartz                       | US-amerikanischer Physiker                                                                         | 73    |       |
| 28. August | Alfred Sherman                        | britischer Politiker                                                                               | 86    |       |
| 29. August | Kent Andersson                        | schwedischer Motorradrennfahrer                                                                    | 64    |       |
| 29. August | William Gibson                        | kanadischer Eishockeyspieler                                                                       | 79    |       |
| 29. August | Adam Goldstone                        | US-amerikanischer DJ                                                                               | 37    |       |
| 29. August | Gerald Green                          | US-amerikanischer Schriftsteller                                                                   | 84    |       |
| 29. August | Lykke Nielsen                         | dänische Schauspielerin und Drehbuchautorin                                                        | 60    |       |
| 29. August | Heinz Rall                            | deutscher Architekt                                                                                | 85    |       |
| 29. August | Benjamin Rawitz                       | israelischer Pianist                                                                               |       |       |
| 29. August | Mady Saks                             | niederländische Filmregisseurin                                                                    | 64    |       |
| 29. August | Jeff Sarli                            | US-amerikanischer Bassist                                                                          | 48    |       |
| 29. August | Jumpin’ Gene Simmons                  | US-amerikanischer Country-, Rockabilly- und Rock’n’Roll-Musiker                                    | 73    |       |
| 29. August | Bill Stewart                          | US-amerikanischer Schauspieler                                                                     | 63    |       |
| 30. August | Peter Biebl                           | deutscher CSU-Kommunalpolitiker                                                                    | 69    |       |
| 30. August | Agathe Bunz                           | deutsche Malerin und Fotografin                                                                    | 77    |       |
| 30. August | Robin Cooke                           | neuseeländischer Jurist                                                                            | 80    |       |
| 30. August | Werner Creutzfeldt                    | deutscher Mediziner, Internist und Hochschullehrer                                                 | 82    |       |
| 30. August | Glenn Ford                            | US-amerikanischer Schauspieler                                                                     | 90    |       |
| 30. August | Burt Goldblatt                        | US-amerikanischer Grafikdesigner, Fotograf und Autor                                               |       |       |
| 30. August | Walther Helperstorfer                 | österreichischer Funktionär                                                                        | 57    |       |
| 30. August | Hossam Jaradat                        | palästinensischer Militärchef                                                                      | 43    |       |
| 30. August | Igor Emiljewitsch Kio                 | russischer Zauberkünstler und Großillusionist                                                      | 62    |       |
| 30. August | Uwe Leichsenring                      | deutscher Politiker (NPD), MdL                                                                     | 39    |       |
| 30. August | Nagib Mahfuz                          | ägyptischer Schriftsteller, erhielt 1988 den Nobelpreis für Literatur                              | 94    |       |
| 30. August | George Mara                           | kanadischer Eishockeyspieler                                                                       | 84    |       |
| 30. August | Dušan Martinček                       | slowakischer Komponist, Pianist und Musikpädagoge                                                  | 70    |       |
| 30. August | Hector Monro                          | schottischer Abgeordneter und Minister der Conservative Party                                      | 83    |       |
| 30. August | Hanna Studnitzka                      | deutsche Bildhauerin                                                                               | 79    |       |
| 31. August | Mohamed Abdelwahab                    | ägyptischer Fußballspieler                                                                         | 23    |       |
| 31. August | William M. Aldrich                    | US-amerikanischer Produzent und Schauspieler                                                       | 62    |       |
| 31. August | K. Sri Dhammananda                    | indischer Buddhist und Autor                                                                       | 87    |       |
| 31. August | Ingvar Gärd                           | schwedischer Fußballspieler und -trainer                                                           | 84    |       |
| 31. August | Dieter O. Holzinger                   | österreichischer Autor, Filmregisseur, Fernsehregisseur und Theaterregisseur                       | 64    |       |
| 31. August | August Leopolder                      | deutscher Pianist und Klavierpädagoge                                                              | 101   |       |
| 31. August | Mike Magill                           | US-amerikanischer Rennfahrer                                                                       | 86    |       |
| 31. August | Raed Nahal                            | palästinensischer Militärchef (PRC)                                                                |       |       |
| 31. August | Hans E. Schwender                     | deutscher Maler                                                                                    | 77    |       |
| 31. August | Karl Willms                           | deutscher Jurist, Verwaltungsbeamter und Politiker (SPD)                                           | 72    |       |
| August     | Anne Nyokabi Muhoho                   | kenianische Ehefrau von Chief Muhoho in Kenia                                                      |       |       |
| August     | Perry Roe                             | britischer Rallyefahrer                                                                            | 47    |       |
| August     | Dov Tamari                            | israelischer Mathematiker                                                                          | 95    |       |
| August     | Henri Tallourd                        | französischer Jazz- und Unterhaltungsmusiker                                                       |       |       |